# Arte virtual

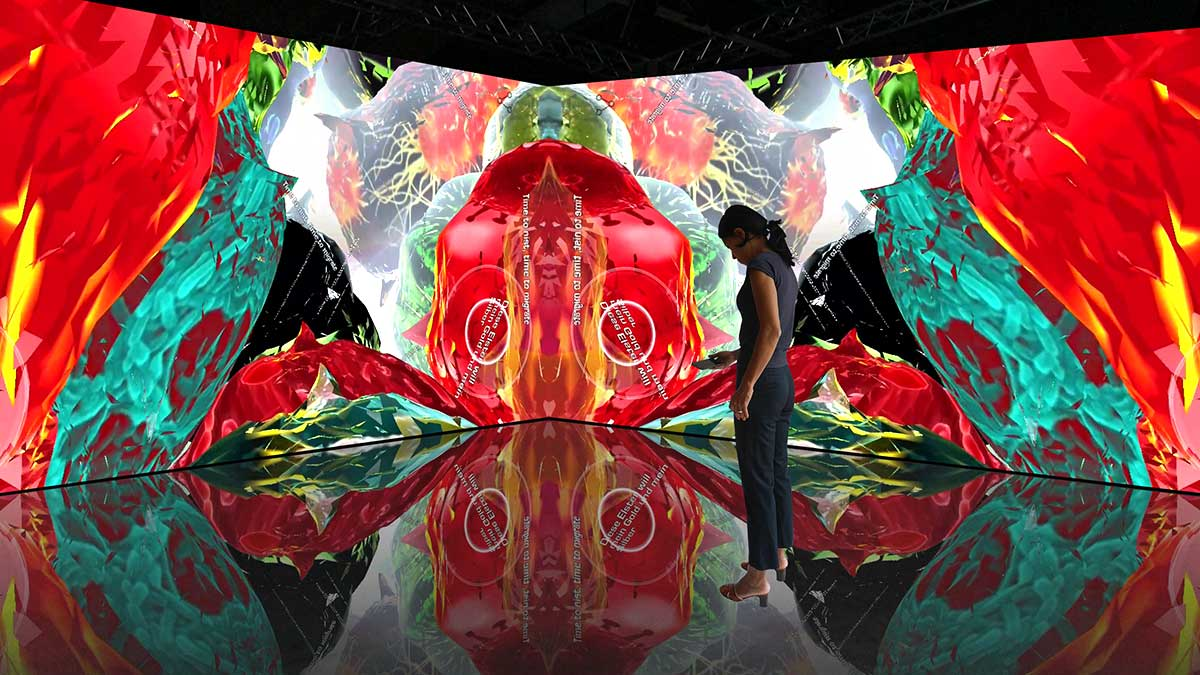
Un ejemplo de arte virtual: 360° Mobile VR Art Apps del artista suizo Marc Lee

El arte virtual es un término usado para la virtualización del arte, creado a partir de medios de comunicación técnicos desarrollados a finales de los ochenta (o años antes, en algunos casos). El término cubre una amplia gama de medios y técnicas y es utilizado englobando enfoques específicos dentro del mismo. La mayoría del arte contemporáneo se ha convertido, en términos dados por Frank Popper, virtualizado.
La primera exposición de obras de arte virtual, realizadas mediante el programa MacPaint implementado en computadores dotados de ratón, tuvo lugar en la Galería Santa Fé de Bogotá (Colombia) en 1986 por el poeta y pintor Rafael Patiño Góez. Consistió en una serie de obras denominadas como "Cibergrafías" de carácter mefistofélico y que, por su semejanza con la Obra Negra de Goya, fue bautizada como "Homenaje a Goya". Incluía interfaces hombre-máquina tales como la visualización de cavas de vino, espectáculos y pantallas estereoscópicas, pintura y escultura digital, productores de sonidos tridimensionales, guantes de datos, "data clothes", sensores de posición, sistemas de retroalimentación táctil y eléctrica, entre otros.

## Definición

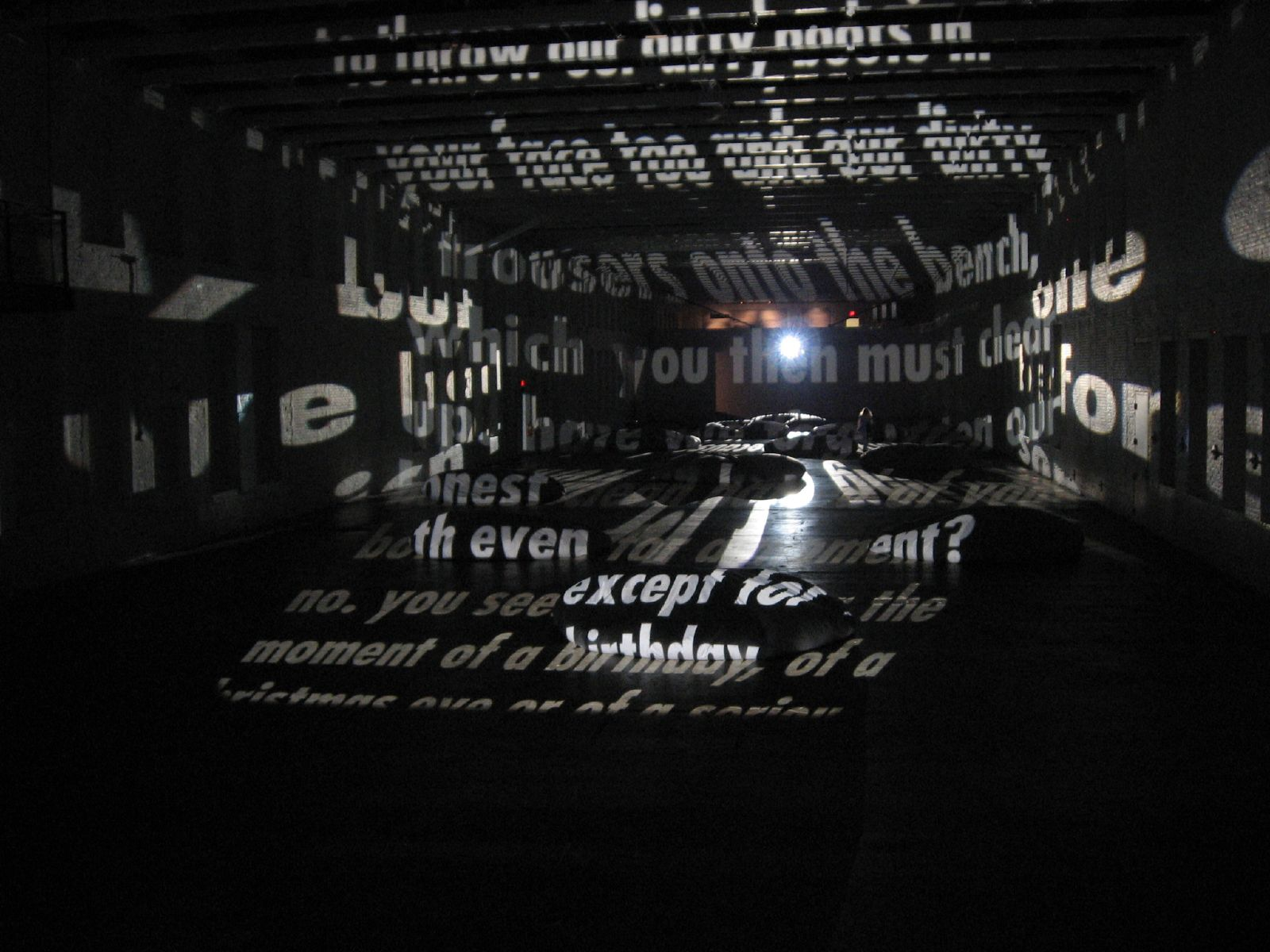
Proyección de Jenny Holzer

El arte virtual puede ser considerado una forma de arte post-convergente basado en la unión del arte y la tecnología, además de contener todas las interfaces anteriormente mencionadas como subconjuntos. Este enfoque en el arte y la tecnología puede ser encontrado ampliamente desarrollado en el libro de Jack Burnham (Beyond Modern Sculpture, 1968) y Gene Youngblood (Expanded Cinema, 1970). Debido a que el arte virtual está conformado por realidad virtual, realidad aumentada, o realidad mixta, este puede ser encontrado en otros aspectos de producción como videojuegos y películas.
En su libro From Technological to Virtual Art Frank Popper señala el desarrollo del nuevo medio de arte, inmersivo e  interactivo desde sus comienzos en antecedentes históricos hasta el arte digital del momento, arte en computadora, arte cibernético, multimedia y Net.art. Popper demuestra que el arte virtual contemporánea es un avance más refinado del arte tecnológico de finales del siglo XX - al igual que una rama del mismo. Lo destacable en este nuevo medio de arte, en su opinión, es la humanización de la tecnología, además del énfasis logrado en la interactividad con los usuarios, sus investigaciones filosóficas de lo real y lo virtual, así como su naturaleza multisensorial. El escritor sostiene que la característica que distingue a los artífices de arte virtual de aquellos que practican el arte tradicional es su idéntico compromiso con la estética y la tecnología. Sus objetivos "extra-artísticos" - vinculados con sus ideales estéticos - toman en cuenta no sólo a la ciencia y la sociedad sino también las necesidades básicas humanas y sus principales objetivos.
Para definir e ilustrar la creciente importancia cobrada por la tecno-estética Popper resalta el extenso y multi-generacional alcance del arte virtual. Con respecto al arte virtual, se destaca la necesidad de una mente abierta en cuanto al punto de vista de los artistas y su creatividad así como en los pensamientos y acciones recíprocos de los usuarios. Este compromiso con el respeto mutuo encontrado en el arte virtual puede ser encontrado referido en las teorías de Umberto Eco y muchos otros esteticistas.

## Arte virtual enmundos virtualesy entretenimiento

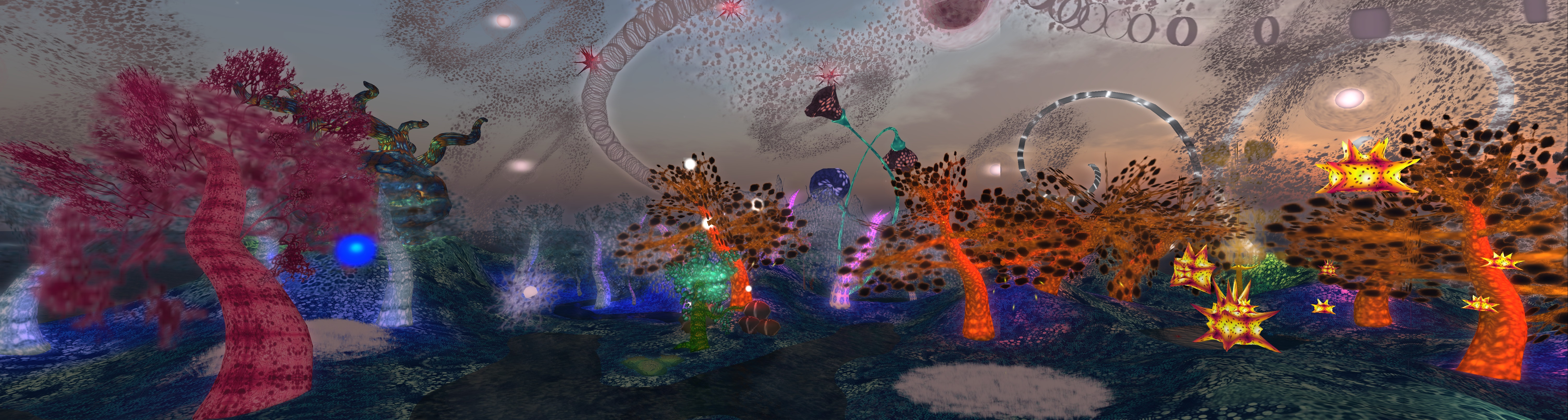
Paisaje del mundo virtual presente en Second Life

El arte virtual puede ser visto en metaversos como Second Life e Inworldz, donde se crean ambientes virtuales que otorgan libertad infinita a los usuarios, los cuales son representados en el medio digital por un avatar. En el mundo virtual, las habilidades de un avatar van desde una caminata común hasta el volar. Los escenarios y el entorno de tales ambientes son similares a los del mundo real, a excepción de que este mundo puede ser alterado por el avatar. Mundos como Inworldz y Second Life ofrecen un editor que permite al usuario personalizar su propia experiencia de la manera que guste. El usuario se deslinda de leyes físicas o improbabilidades que pueda afrontar en el mundo real.
El arte virtual está compuesto por muchos programas de computadoras sin límites, así se permite el uso de medios como animaciones, películas, juegos de computadora y muchos otros más. A medida que cobra importancia y popularidad, da como resultado en personas viviendo otras realidades en el mundo virtual. Los recientes avances en tecnología virtual han ocasionado una rápida transformación y evolución en el arte como representaciones simples de 8 bits hasta modelos 3D compuestos por millones de polígonos.

## Arte virtual en videojuegos y películas
- Final Fantasy
- The Sims
- Heavy Rain
- Metal Gear Solid
- The Matrix
- Terminator
- Avatar
- The Elder Scrolls
- Minecraft

## Artistas notables
- Rebecca Allen
- Mark Amerika
- Maurice Benayoun
- Shawn Brixey
- Geoff Bunn
- Miguel Chevalier
- Harold Cohen
- Susan Collins
- Brody Condon
- Edmond Couchot
- Char Davies
- Elizabeth Diller and Ricardo Scofidio
- Pascal Dombis
- Ken Feingold
- Ebon Fisher
- Scott Fisher
- Alex Galloway
- Ken Goldberg
- Valéry Grancher
- Genco Gulan
- Lynn Hershman
- Hugo Heyrman
- Perry Hoberman
- Jenny Holzer
- G.H. Hovagimyan
- Jodi
- Eduardo Kac
- Knowbotic Research
- Ken Rinaldo
- John Klima
- Myron Krueger
- Brenda Laurel
- George Legrady
- Takahiko Iimura
- Margot Lovejoy
- Rafael Lozano-Hemmer
- John Maeda
- Michael Naimark
- Joseph Nechvatal
- Orlan
- Mark Pauline
- Simon Penny
- Esteban Celis
- Michael Rees
- Miroslaw Rogala
- David Rokeby
- Stefan Roloff
- Joachim Sauter
- Julia Scher
- Paul Sermon
- Jeffrey Shaw
- Wolfgang Staehle
- Stelarc
- Stahl Stenslie
- Karl Sims
- Nicole Stenger
- Igor Stromajer
- Mark Tribe
- Roman Verostko
- Tamas Waliczky
- Peter Weibel
- Neil Harbisson